# Hiệu ứng hình ảnh
Trong sản xuất phim, hiệu ứng hình ảnh (tiếng Anh: visual effects, viết tắt là VFX) là tập hợp các quy trình trong đó hình ảnh được tạo ra và/hoặc biến đổi so với cảnh quay thật trên phim trường. Hiệu ứng hình ảnh bao gồm việc phối hợp cảnh quay thật cùng với hình ảnh kiến tạo để tạo ra những bối cảnh chân thực nhưng nếu làm thật sẽ rất nguy hiểm, tốn kém, không thực tế hoặc đơn giản là không thể thực hiện được. Hiệu ứng hình ảnh sử dụng công nghệ kiến tạo hình ảnh bằng máy tính gần đây đã trở nên phổ thông với các nhà làm phim độc lập nhờ sự xuất hiện của những phần mềm hoạt hoạ và phối ghép chi phí thấp, dễ sử dụng.

## Tính toán thời gian
Hiệu ứng hình ảnh thường có quan hệ chặt chẽ với cốt truyện và cách tiếp cận của bộ phim. Mặc dù hầu hết kỹ thuật của hiệu ứng hình ảnh được thực hiện trong quá trình sản xuất hậu kỳ, tuy nhiên trong quá trình sản xuất tiền kỳ và sản xuất chính thức cũng cần có hoạch định và dàn dựng cẩn thận. Hiệu ứng hình ảnh chủ yếu được sản xuất trong quá trình hậu kỳ, sử dụng nhiều công cụ và công nghệ như thiết kế đồ hoạ, xây dựng mô hình, hoạt hoạ và các phần mềm tương tự, trong khi hiệu ứng đặc biệt như cháy nổ hay ô tô đuổi nhau được thực hiện trên phim trường. Người giám sát hiệu ứng hình ảnh thường làm việc với đoàn làm phim ngay từ những công đoạn đầu tiên, đến quá trình sản xuất, đạo diễn thiết kế, hướng dẫn và chỉ bảo cho đoàn làm phim để có được hiệu ứng mong muốn.